# Jég-völgy-váll
A Jég-völgyi-váll délről nézve jellegtelen csúcs a Magas-Tátra Jég-völgyi-csúcsának északkeleti gerincén, a Hócsúcs előtt. Igazi, markáns arculatát a Felső-Jégvölgyi-katlanából emelkedő északi fala mutatja. Kelet felé a Hócsúcstól egy rövid gerinc választja el. Nyugatra a Jég-völgyi-csúcs felé a Jég-völgyi-nyergen keresztül egy enyhén hajlott gerincet indít. Észak felé a Jég-völgyi-tornyok gerince ágazik ki belőle, mely a Száraz-Jávor-völgyet választja el a Kis-Jég-völgytől, részben a Fekete-Jávor-völgytől is. A Jég-völgyi-tornyok gerincén a Nagy-Jégvölgyi-toronytól a Felső-Szárazvölgyi-csorba, Száraz-völgyi-púp és a közvetlenül alatta fekvő Száraz-völgyi-hágó választja el.